# أومبرليتو بورجيس
أومبرليتو بورجيس تيكسييرا (Humberlito Borges Teixeira) (مواليد 5 أكتوبر 1980)، هو لاعب كرة قدم سابق كان يلعب كمهاجم.

## وصلات خارجية
- الهمبرليتو بورخيس على موقع الاتحاد الدولي (مؤرشف)  (الإنجليزية)
- الهمبرليتو بورخيس على موقع رابطة كرة القدم اليابانية للمحترفين (اليابانية)
- الهمبرليتو بورخيس على موقع إي إس بي إن إف سي (الإنجليزية)
- الهمبرليتو بورخيس على موقع قاعدة بيانات كرة القدم.إي يو (الإنجليزية)
- الهمبرليتو بورخيس على موقع ليكيب (الفرنسية)
- الهمبرليتو بورخيس على موقع ناشيونال فوتبول تيمز (الإنجليزية)
- الهمبرليتو بورخيس على موقع Soccerway.com (الإنجليزية)
- الهمبرليتو بورخيس على موقع عالم كرة القدم.نت (الإنجليزية)
- National Football Teams